# パニクリぐらし☆
『パニクリぐらし☆』（ぱにくりぐらし、末尾の“☆”は読まない）は、藤凪かおるによる4コマ漫画作品。芳文社の『まんがタイムラブリー』2004年4月号から連載を開始し、2010年6月号で最終回を迎えた（なお、同年7月号に外伝「パニクリ福話☆」を掲載した）。“It is clean, poor, and beautiful Panic!”という副題がついている。

## 作品概要
楠一家は両親がなく、長男でサラリーマンの一志以下、男3人と女1人の4人兄妹だけの貧乏暮らし。
そんな不幸な境遇にもかかわらず、明るく楽しく暮らす楠一家と、一志の同僚の女性、長瀬アキを巻き込んだ、時にほんわか、時に騒々しい日々の生活を描く。

## 主な登場人物
楠 一志（くすのき かずし）
楠家の長男。楠家唯一の社会人で大黒柱だが、炊事・洗濯といった家事もほとんどをこなす。若いサラリーマンらしく、短く清潔な黒髪。瞳も黒。身長が低く、弟たちよりも小さいのが悩み。8月生まれ。一家のために一生懸命だが、末弟の征四郎を除き、あまり感謝されていない。出来の悪い泰二とみつきには、しばしばゲンコツを食らわせている。弟妹たちが独り立ちするまで、結婚はしないつもりらしい。下着は白ブリーフ派であり、「かずし」と名前を書いている。犬が苦手だったが、福がやって来てなつかれてからは、平気になりつつある。貧乏なだけに、特売や節約には敏感。カレーには並々ならぬこだわりがあり、毎回一日中台所にこもって作る。みつきには「兄貴」と呼ばれている。
楠 みつき（くすのき みつき）
楠家の長女。4人兄妹の3番目。高校生。栗色のロングヘア。瞳も栗色。胸は薄い。1月生まれ。男の兄弟の中で育っており、ややがさつなところもあるが、基本的に明るく元気な性格。考えるより先に身体が動いてしまうタイプ。自室はもちろん、居間などもよく散らかして、いつも一志に怒られている。料理の腕は悪い。レトルトカレーにリンゴのすり下ろしを入れただけで、なぜか一志が食あたりしたほど。普通の怪談は怖がらないが、貧乏話は実体験しているだけにとても怖がる。学校の成績は低迷ぎみ。数学のテストで15点や2点、などの実績がある。アキとは女性どうしということもあり、仲がよい。恋愛事に奥手な一志を心配しており、アキが泰二に横取りされないかを気にかけている。
長瀬 アキ（ながせ アキ）
一志の勤務先の同僚。一志とは同期入社。栗色のショートヘア。瞳も栗色。なかなかの美人。胸も年齢相応に大きい。楠家の近所のアパートに住んでいる。一志とは、スーパーの特売で親しくなった。自炊しているので、料理の腕はかなりのものだが、一志に比べレパートリー面ではかなわない様子。実家では一人っ子だったので、にぎやかな楠家には、ある意味あこがれている。たい焼きが好物。父親からは「そろそろ結婚しろ」としつこく言われている。一志のことは単なる職場の同僚というだけの存在だったが、次第に「気になる人」になりつつある。
楠 泰二（くすのき たいじ）
楠家の次男。大学生。金髪のショートヘア。瞳も金色。軽い性格。それなりにオシャレなナンパ師。12月生まれ。過去に、一志の彼女になりかけた女性を横取りしたことがあるらしい。長瀬のことも狙っているらしく、よくちょっかいをかけている。みつきには「ちぃ兄」と呼ばれている。
楠 征四郎（くすのき せいしろう）
楠家の三男で末っ子。高校生。黒髪のショートヘア。瞳は濃い灰色。成長がよく、末っ子だが兄妹の中で一番背が高い。3月生まれ。成績は優秀。テストで満点を取ることも多い。兄妹4人の中では最も真面目だが、個性が弱く出番も少ないため、影が薄い。家族とは敬語で話す。
アキの父
大柄で眼鏡をかけた頑固オヤジ。最初は一志をセコい男と思っていたが、母親の死後に家を支えて来たと知って、人格的には気に入ったらしい。しかし、楠家が大家族である事から、一志本人のことは娘の結婚相手には相応しくないと考えている（大家族の長男は兄弟たちの面倒や仲裁など、さまざまな厄介ごとを背負い込む可能性があり、そういう家に嫁げば娘は必ず苦労すると両親そろって思い込んでいるため）。結果、一志がアキを諦めるよう、時々セコい嫌がらせを一志個人に対して行ったり（年賀ハガキをクジなしの一般官製はがきで送る、など）事ある毎に一志の揚げ足取りをしたりする。
福 （ふく）
楠家の飼い犬。犬種は不明だが、耳としっぽが大きな、カーキ色の小型犬。性別は雄。アキの友人の家で生まれ、買い手がつかないまま育ってしまった。しばらくはアキのアパート（ペット飼育禁止）でこっそり飼われていたが、そろそろバレてしまいそうなので、相談の結果、楠家で飼うことになった。アキのアパートにいた頃は名前がなかった。福と名づけたのは一志で、理由は福が来たことによりアキがよく来るようになった（自分に福を運んでくれていると思った）ため。
事ある毎にアキと一志を引き合わせたり、泥棒を撃退したりと、案外、楠家で一番のしっかり者である。

## 主な舞台
楠家（くすのきけ）
楠一家の自宅。大きな木のある庭付きの一戸建。建物は2階建で、けっこう広い。居間は、以前はみつきがよく散らかしていたが、アキがよく来るようになってからはおおむねきれいになっている。母親の命日は2月14日で、この日は兄妹全員で墓参りをする。父親は、征四郎が生まれて間もなく離婚してしまった。一志の誕生日記念で、居間にクーラーが導入された。

## 書誌情報等

### 単行本
芳文社より「まんがタイムコミックス」として刊行されている。
1. 第1巻（2006年2月3日発売・2006年2月18日初版発行） ISBN 4-8322-6445-1
第1巻のカバーを外した本体表紙には、本編で影が薄い征四郎にスポットを当てたおまけ4コマ「ヘーボンぐらし☆」（作者名：ふじなぎょ）が掲載されている。
2. 第2巻（2007年9月9日発売・2007年9月22日初版発行） ISBN 978-4-8322-6570-7
第2巻のカバーを外した本体表紙には、飼い犬の福にスポットを当てた番外編おまけ4コマ「ふくばなし☆」（作者名：ふじなぎん。）が掲載されている。
3. 第3巻（2008年11月7日発売・2008年11月22日初版発行） ISBN 978-4-8322-6687-2
第3巻のカバーを外した本体表紙には、泰二にスポットを当てた番外編おまけ4コマ「ひねくれぐらし☆」（作者名：ふじなぎん。）が掲載されている。
4. 第4巻（2010年6月7日発売・2010年6月22日初版発行） ISBN 978-4-8322-6857-9
第4巻のカバーを外した本体表紙には、最終回後の楠 アキにスポットを当てた番外編おまけ4コマ「新妻ぐらし☆」（作者名：ふじなぎん。）が掲載されている。